# Josep Gras i Granollers
Josep Gras i Granollers (Agramunt 1834 - Granada, 1918) va ser un publicista i eclesiàstic català, fundador de la congregació de les Filles de Crist Rei. Ha estat proclamat venerable per l'Església catòlica.

## Biografia
Nascut a Agramunt en 1834, va fer la carrera eclesiàstica al Seminari Conciliar de Barcelona i hi fou ordenat el 20 de març de 1858. Fins al 1860 fou professor a la càtedra de Teologia Dogmàtica del Seminari Conciliar de Tarragona. Entre 1860 i 1865 visqué a Madrid i Écija (Sevilla), fent diverses tasques d'apostolat. El 1866, essent coadjutor de la parròquia de Sant Josep de Barcelona, va guanyar una canongia a l'abadia del Sacro Monte de Granada, marxant a viure-hi.
Al seminari annex a l'abadia fou professor d'història eclesiàstica fins a la seva mort. La seva activitat principal, però, fou escriure, especialment en revistes i periòdics, fent de la propaganda catòlica el seu mitjà d'apostolat. Ja a Barcelona havia col·laborat al periòdic La España católica, i a Madrid a La regeneración. Fora d'Espanya, va publicar articles a la revista italiana Il regno di Gesù Cristo i la francesa Le regne de Jésus Christ. Amb aquesta intenció de publicista, fundà en 1866 a Granada una societat religioso-literària, l'Academia y Corte de Cristo, amb l'objectiu de promoure l'adoració i devoció a Crist Rei i l'Eucaristia, i defensar mitjançant contribucions de valor científic la divinitat de Crist, treballant per la restauració de la sobirania de Déu al món: el seu ideal era el regnat de Crist al món, i el seu lema per arribar-hi "Hacer el bien". En 1867, funda la revista de divulgació religiosa El bien, que va editar fins a la seva mort en 1918. També escrigué quatre llibres de devoció i altres opuscles sobre qüestions religioses.
En 1876, per donar alternativa cristiana a l'ensenyament laic que s'estava promovent des de l'administració pública, va fundar una congregació religiosa que eduqués cristianament els nens: l'Institut Religiós de les Filles de Crist Rei.
Va morir a Granada el 7 de juliol de 1918.
Entre els anys 1950 i 1955, es van fer les gestions necessàries per a la seva beatificació, i fou proclamat venerable el 26 de març de 1994, en reconeixement de les seves virtuts heroiques.

## Obres
- El mes de Maria y el siglo de María. Barcelona: Imp. Hnos de la Vda. Pla, 1863.
- La Europa y su progreso frente a la Iglesia y sus dogmas (1863).
- El paladín de María (1864).
- El paladin de Cristo: armado para las grandes batallas de la Iglesia militante. Madrid: Imp. de la Esperanza, 1865.
- El Talismán de María: flores y cantares. Barcelona: Libr. de Juan Roca y Bros, 1866. Escrit en 1865, defensa la divinitat de Crist, qüestionada per Renan en la seva popular Vie de Jesús.
- La fe de España en presencia del ateismo de Europa: apuntes crítico-históricos sobre el catolicismo del pueblo español y las barbaridades con que amenaza el anticristinismo á todas las naciones irreligiosas. Granada: Imp. y libr. de José María Zamora, 1867.
- El bien: publicación dirigida por D. José Gras y Granollers. Granada: Academia y Corte de Cristo, Imp. y libr. de José María Zamora, 1867.
- Cruzada de salvación (1868).
- El libro de adoración (1868).
- La Iglesia y la Revolución (1869).
- La corte del Rey del cielo brindando paz, bien y amor a todos los moradores de la tierra (1870).
- Se acerca el triunfo de Dios, si es fiel el pueblo español (1870).
- Asociación del bien (1871).
- El salvador de los pueblos (1872).
- Un monumento a la soberanía de Cristo y de María (1881).
- Las Hijas de Cristo y sus centros de educación (1893)
- Las Hijas de Cristo: apostolado social de la mujer (1885).
- O al altar o al abismo (1904).